# Girl in the Water
Girl in the Water er en dansk kortfilm fra 2011, der er instrueret af Jeppe Rønde og Ming Jin Woo. Filmen vandt Robert for årets korte fiktions- eller animationsfilm i 2012.

## Handling
Denne artikel mangler et handlingsreferat. Hjælp os med at skrive det.